# Johan Hedberg
Johan Hedberg, detto Moose (Nacka, 5 maggio 1973), è un ex hockeista su ghiaccio svedese che ha giocato nel ruolo di portiere.

## Carriera
Tra la  stagione 2010-2011 e la stagione 2012-2013 ha giocato nella National Hockey League con la squadra dei New Jersey Devils come backup di Martin Brodeur, finché non è stato sostituito da Cory Schneider